# Cecil Llewellyn Firbank
Cecil Llewellyn Firbank, britanski general, * 1903, † 1985.